# Rock, rul og hanegal
Rock, rul og hanegal (Rock-a-Doodle) er en animeret musikalsk komedie-/fantasyfilm fra 1991 produceret af Sullivan Bluth Studios og Goldcrest Films. Filmen er instrueret af Don Bluth og er løst baseret på skuespillet Chantecler af Edmond Rostand. Skuespillerne Glen Campbell, Christopher Plummer, Phil Harris, Charles Nelson Reilly, Sandy Duncan, Ellen Greene og Toby Scott Ganger har lagt stemmer til filmen, der blev udgivet i Storbritannien og Irland den 2. august 1991 og i USA den 3. april 1992.

## Handling
Sjantiklar (Chanticleer) var en hane, som kunne få solen til at stå op ved at gale. I hvert fald er det sådan, det fortælles i lille Edmunds magiske eventyrbog. Hvis kongen af Rock'n'roll havde været en syngende hane, og Marilyn Monroe en gylden fasan, og hvis Edmund havde været en hvid kattekilling med Davy Crockett-hue... så ville dette have været en sand historie (hvilket det tydeligvis er). Edmund havner i Sjantiklars verden efter at moren er færdig med bogen og leder efter rockkongen.

## Musik

### Soundtrack
1. «Sun Do Shine» – Glen Campbell
2. «We Hate the Sun» – Christopher Plummer
3. «Come Back to You» – Glen Campbell
4. «Bouncers» – The Don Bluth Players
5. «Tweedle Te Dee» – Christopher Plummer
6. «Treasure Hunting Fever» – Glen Campbell
7. «Sink or Swim» – Ellen Greene
8. «Kiss 'N Coo» – Glen Campbell & Ellen Greene
9. «Back to the Country» – Glen Campbell
10. «The Owls Picnic» – Christopher Plummer
11. «Tyin' Your Shoes» – Phil Harris
12. «Sun Do Shine» – Glen Campbell